# Тільки єдність урятує сербів

Прапор Сербської православної церкви

Сербський прапор із сербським хрестом, який використовувався у 1990-ті

Тільки єдність врятує сербів (серб. Само слога Србина спасава) — національний девіз Сербії та сербського народу, який використовується як слоган, так і як офіційний девіз.
Існує досить поширена хибна думка, що цей девіз відображається на багатьох сербських прапорах, включаючи офіційний, і присутній на сербському гербі, і що саме чотири літери «С» навколо хреста утворюють відомий сербський хрест і мають на увазі сербський девіз. Насправді те, що помилково сприймається за літери «С», є стилізованим зображенням чотирьох кресал (серб. оцила / ocila) - символів вогню, досить поширених у геральдиці.

## Історія
Авторство цієї фрази точно не встановлено. Найчастіше воно приписується святому Саві, покровителю Сербії. У XIII столітті Сербія була під серйозним тиском з боку Риму, який нав'язував сербам католицтво. Однак святий Сава говорив сербам, що вони мають залишатися вірними православ'ю та разом відстоювати свою незалежність. Фактично, він сприяв збереженню незалежності Сербії та захисту Сербської православної церкви.
Під цим девізом сербські війська організовували рухи проти Османської імперії як ще до приєднання Сербії до неї, так і під час російсько-турецької війни. Цей девіз використовувався також сербськими військами у боротьбі з австро-угорськими військами під час Першої світової війни та народно-визвольною армією Югославії у боротьбі з німецькими військами у Другій світовій війні.
Сам сербський хрест успадкований із візантійської символіки.